# Simulium friederichsi
Simulium friederichsi är en tvåvingeart som beskrevs av Edwards 1934. Simulium friederichsi ingår i släktet Simulium och familjen knott. Inga underarter finns listade i Catalogue of Life.